# Staithes
Staithes är en by i North Yorkshire i England. Byn är belägen 69,4 km 
från York. Orten har 809 invånare (2016).